# Визит Л. И. Брежнева в США (1973 год)
Визит Л. И. Брежнева в США  (16 июня — 25 июня 1973 года) стал важным событием в истории советско-американских отношений. Ответный визит Генерального секретаря ЦК КПСС Л. И. Брежнева состоялся после официального визита в 1972 году президента США Ричарда Никсона в Москву.

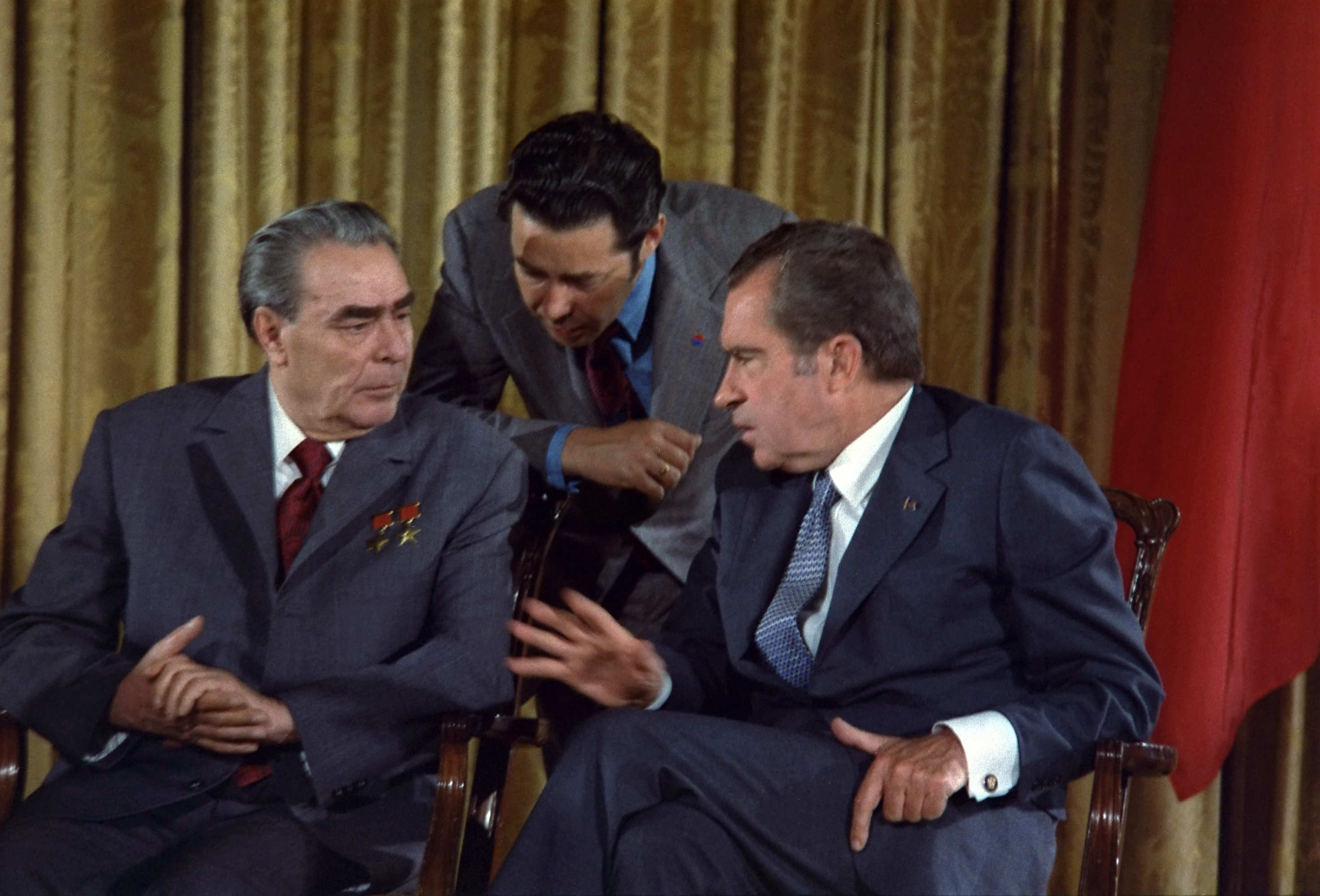
Брежнев с Никсоном в 1973 году
во время визита в США

## События до визита
Отношения стран достигнув равенства в количестве ядерных сил, приступили непосредственно к разрядке международной напряжённости.
Большое положительное значение для советско-американских отношений имело окончание войны во Вьетнаме.
Начиная с 1960-х годов Советский Союз неоднократно предлагал на разных форумах принять совместное обязательство «не применять первыми ядерное оружие». США и их союзники постоянно отклоняли такое предложение, исходя из необходимости сохранения ядерного устрашения на случай крупного неядерного вооружённого конфликта с СССР.
Наиболее трудной частью переговоров при подготовке к встрече в Вашингтоне был вопрос о неприменении ядерного оружия, обсуждавшийся в контексте выработки соглашения между СССР и США о предотвращении ядерной войны. Он производил сильное психологическое воздействие в странах НАТО, где и так уже немало нареканий в адрес Вашингтона и его нынешней политики.
Визит Брежнева состоялся в тяжёлый для Никсона момент, вспоминал посол СССР в США Анатолий Добрынин, его влияние и авторитет в США переживали кризис, завершившийся 9 августа 1974 года отставкой. На время визита Брежнева были прерваны на неделю слушания по «Уотергейту», которые транслировались по телевидению на все Штаты.

## Хронология событий
Решение о проведение встречи на высшем уровне было принято, в начале ноября, после выборов президента США в 1972 году.
- 21 февраля — Брежнев ответил в письме Никсону, что намерен совершить визит в США в июне.
- 15 марта — Сенатор Джексон внёс на рассмотрение сената поправку к законопроекту о торговой реформе, поддержанную 73 сенаторами. В соответствии с поправкой Советскому Союзу не следовало предоставлять кредиты и режим наибольшего благоприятствования в торговле до тех пор, пока СССР не снимет ограничений на выезд советских граждан за границу.
- 4— 9 мая — Визит в СССР помощника президента США по национальной безопасности Генри Киссинджера для встречи с Генсеком ЦК КПСС Леонидом Брежневым. Обсуждение вопросов и согласование проектов Соглашении, которые планировалась подписать во время визита Л. И. Брежнева в США. Основной темой обсуждения стало «Соглашение о предотвращении ядерной войны»[1][2].
- Никсон передал на рассмотрение Брежнева подробную программу его визита в США. Брежнев отклонил, предложение Никсона побывать, помимо Вашингтона, и в его личном доме в Сан-Клементе, сославшись на запрет врачей (у Брежнева действительно появились первые симптомы нарушения мозгового кровообращения, но пока в слабой форме, и об этом мало ещё кто знал)[1].
- 12 июня — Брежнев сообщил Никсону, что он решил «пойти наперекор советам врачей» и поехать в Калифорнию продолжить переговоры в доме Никсона называемого по-испански «Каса Пасифик» («Дом мира»).
- 16 июня[3].
  - Генеральный секретарь ЦК КПСС, член Президиума Верховного Совета СССР Л. И. Брежнев по приглашению президента США Ричарда Никсона вылетел из Москвы в США с официальным визитом. Вместе с Генеральным секретарём, из аэропорта Внуково, отбыли министр иностранных дел А. А. Громыко, министр внешней торговли СССР Н. С. Патоличев, министр гражданской авиации СССР Б. П. Бугаев, помощники Генерального секретаря ЦК КПСС Г. Э. Цуканов, А. М. Александров и генеральный директор ТАСС Л. М. Замятин. В делегацию входили директор Института США и Канады АН СССР/РАН (ИСКРАН) Г. А. Арбатов, член коллегии в Центральном аппарате МИД СССР отдел США Г. М. Корниенко.
  - Пролетая над территорией Швеции и Норвегии с борта самолёта направлены приветственные телеграммы премьер-министру Швеции Улофу Пальме и премьер-министру Норвегии Ларсу Корвальду с пожеланием мира и добрососедства.
  - По пути в США кратковременную остановку самолёт с делегацией совершил в аэропорте Гандера. В аэропорту встретили министр регионального экономического развития Канады Дональд Джеймисон, временно поверенный в делах СССР в Канаде Воробьёв В. И. и другие официальные лица.
  - Президент США Ричард Никсон отправился на субботу и воскресенье в свою резиденцию Ки-Бискейн (Флорида) для подготовки к переговорам. К нему присоединился помощника президента США по национальной безопасности Генри Киссинджер.
- 17 июня[4].
  - Самолёт делегации СССР приземлился на аэродроме Эндрюс близ Вашингтона. Генерального секретаря ЦК КПСС Л. И. Брежнева встречали Государственный секретарь США Уильям Роджерс, помощник госсекретаря США Уолтер Стессел, официальные представители Белого дома и государственного департамента, посол СССР в США А. Ф. Добрынин, постоянный представитель СССР при ООН К. Ф. Малик и другие лица.
  - С аэропорта Л. И. Брежнев направился в отведенную для гостей резиденцию в Кэмп-Дэвиде, округ Фредерик, штата Мэриленд.
- 18 июня[5].
  - Официальная церемония встречи состоялась в 10 часов 30 минут утра специальный вертолёт из Кэмп-Дэвида приземлился у Белого дома, доставив Леонида Брежнева, которого тепло встретил Ричард Никсон с супругой. В честь прибытия был дан 21 артиллерийский залп. Торжественные мероприятия с почётным караулом, гимнами стран и приветственными речами продолжились переговорами в Белом доме. | Внешние изображения | Внешние изображения                     |
| ------------------- | --------------------------------------- |
|                     | Л. И. Брежнев и Р. Никсон у Белого дома |
- Обмен мнениями о советско-американских отношениях за время, прошедшее после московской встречи в мае 1972 год. Дана положительная оценка и обсуждались возможности новых областей сотрудничества.
- ЦК Коммунистической партии США направил приветственную телеграмму Л. И. Брежневу в связи с визитом в США. Со словами:

```
«Ваш визит — это свидетельство новой эры в истории. Ваш визит делает историю»
```

- 19 июня[6].
  - В государственном департаменте США в зале Франклина состоялось подписание ряда соглашений между СССР и США в присутствии Леонида Брежнева и Ричарда Никсона. Подписи в соглашениях со стороны СССР поставил министр иностранных дел А. А. Громыко и со стороны США Государственный секретарь США У. Роджерс, а соглашение в области сельского хозяйства министр сельского хозяйства США Э. Буц.

  1. Соглашение в области сельского хозяйства.
  2. Соглашение о сотрудничестве в области транспорта.
  3. Соглашение о сотрудничестве в области исследования Мирового океана.
  4. Соглашение о контактах, обменах и сотрудничестве.

  - В Белом доме в честь Генерального секретаря ЦК КПСС Л. И. Брежнева был дан обед.

- 20 июня[7].

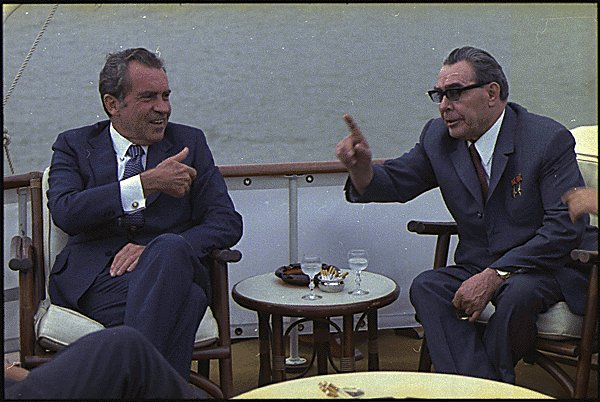
Никсон и Брежнев на борту американского авианосца «Секвойя», 19 июня 1973

  - Продолжение переговоров между Леонидом Брежневым и Ричардом Никсоном по вопросам торгово-экономических отношений. Достигнут прогресс в развитии отношений за прошедший год, рассмотрены пути и формы дальнейшего развития на долгосрочной основе.
  - Подписана конвенция по вопросам налогообложения между СССР и США. Подписали уполномоченный Президиумом Верховного Совета министр внешней торговли СССР Н. С. Патоличев и помощником президента США по экономическим вопросам, министром финансов США Джорджом Шульцом. Цель конвенции — создание благоприятных условий для дальнейшего развития взаимовыгодных отношений. Предусматривала взаимное освобождение от налогообложения доходов от использования, продажи или обмена лицензиями, патентами и технической информацией, кредитных операций, связанных с финансированием торговли между СССР и США, морских и воздушных перевозок, операций по закупке, хранению, демонстрации и рекламе экспортируемых товаров.
  - Встреча Л. И. Брежнева с членами сенатской комиссии по иностранным делам Конгресса США во главе с председателем комиссии Джеймсом Фулбрайтом.
  - Никсон передал Брежневу в подарок автомобиль последнего выпуска марки «Lincoln Continental» (1973, США). Кузов седан. Голубого цвета с чёрным виниловым верхом. Подарен Ричардом Никсоном в Кэмп-Дэвиде от лица американских бизнесменов. Во время визита Никсона в Москву в 1972 году Л. И. Брежнев увидел президентский «Линкольн» и воскликнул: «А можно и мне такой же? Только обычный, конечно». По просьбе Никсона американские бизнесмены приобрели для Генсека автомобиль стоимостью $10000 (в ценах 1973 г.)[8]. Автомобиль был вручён Л. И. Брежневу на следующей встрече лидеров двух стран. Никсон вспоминал:

Я сделал ему официальный подарок — тёмно-голубой «Линкольн-Континенталь» индивидуальной сборки с чёрной велюровой обивкой салона. На приборной доске надпись: «На добрую память. Самые лучшие пожелания»

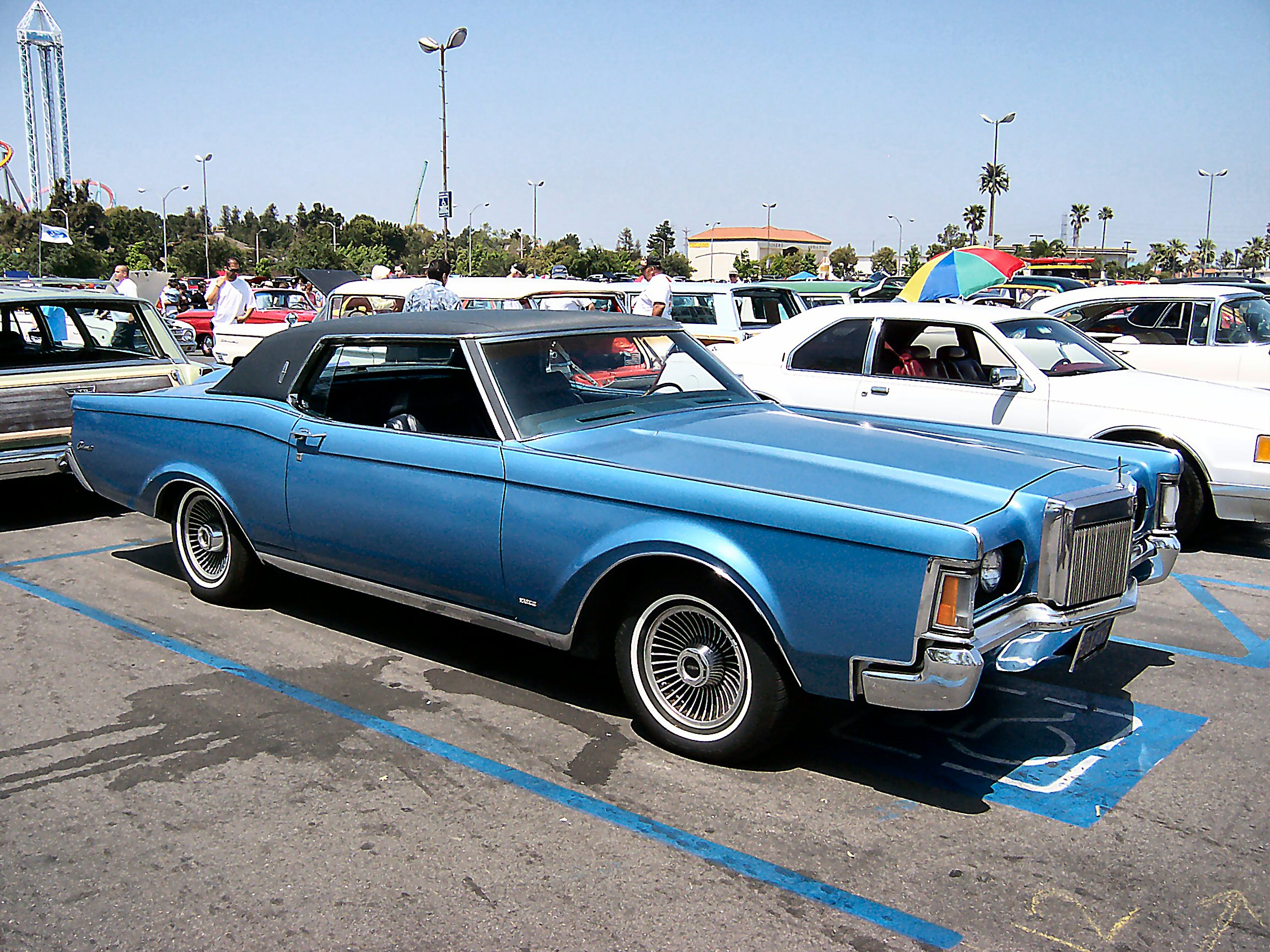
Примерно на такой машине Брежнев катал Никсона в Кэмп-Дэвиде

По воспоминаниям охранников Л. И. Брежнева, это был его любимый автомобиль. На этом автомобиле состоялась знаменитая поездка двух лидеров.
- 21 июня[9].
  - В Белом доме состоялось подписание Генеральным секретарем ЦК КПСС Л. И. Брежневым и Президентом США Ричардом Никсоном:

  1. «Соглашение между СССР и США о научно-техническом сотрудничестве в области мирного использования атомной энергии».
Соглашение включала вопросы в областях:
 а) Управляемый термоядерный синтез. Цель разработка прототипов и демонстрационных термоядерных реакторов.
 b) Реакторы — размножители на быстрых нейронах. Решение фундаментальных и прикладных проблем, связанных c разработкой, проектированием, конструированием и эксплуатацией данных АЭС.
 c) Исследование фундаментальных свойств материи.
  2. «Основные принципы переговоров о дальнейшем ограничении стратегических наступательных вооружений».

  - Продолжение переговоров в Кэмп-Дэвиде по международным вопросам, включая вопрос европейской безопасности и о переговорах в Женеве по ограничению стратегического вооружения.
- 22 июня[10].
  - В Белом доме состоялось подписание Генеральным секретарем ЦК КПСС Л. И. Брежневым и Президентом США Ричардом Никсоном основного документа переговоров:

  1. «Соглашение между СССР и США о предотвращении ядерной войны»
 Москва и Вашингтон, после прошедших 50 лет, продолжают считать это соглашение действующим. Подтвердили в МИД РФ и в Госдепартаменте США[11].

  - Встреча Л. И. Брежнева с представителями деловых кругов США. Во время которой произошло подписание министром внешней торговли СССР Н. С. Патоличевым и помощником президента США по экономическим вопросам, министром финансов США Джорджом Шульцом:

  1. Протокола об открытии до 31 октября 1973 года торгового представительства СССР в Вашингтоне и коммерческого бюро США в Москве.
  2. Протокол по созданию американо-советской торговой палаты.

  - В посольстве СССР в США состоялась встреча Генерального секретаря ЦК КПСС Л. И. Брежнева с представителями руководства ЦК Коммунистической партии США — Национальным председателем Компартии США Генри Уинстоном и Генеральным секретарем Компартии США Гэсом Холлом.
  - Вылет делегаций самолетом из Вашингтона в Сан-Клементе (Калифорния), резиденцию Президентом США Ричарда Никсона, для продолжения переговоров.
- 23 июня[12].
  - В Государственном департаменте министром гражданской авиации СССР Б. П. Бугаевым и министром транспорта США К. Брайнгаром подписан протокол между СССР и США по вопросам расширения сотрудничества в области воздушного транспорта.
- 24 июня[13].
  - Сан-Клементе (Калифорния) продолжились переговоры.
  - Предметом конфиденциального обсуждения в Сан-Клементе были отношения с Китаем. Брежнев предупреждал президента против каких-либо военных соглашений с Китаем. Никсон заверял, что развитие отношений Вашингтона с Пекином не направлено против СССР[1].
  - Выступление Л. И. Брежнева по американскому телевидению. Брежнев стал первым российским лидером, появившимся на телевидении в США, обратившись непосредственно к населению в 47- минутном выпуске о своем личном восхищении итогами саммита и будущим мира.
- 25 июня[14].
  - Завершение официального визита и вылет самолета делегации СССР с аэродрома Эндрюс близ Вашингтона. Генерального секретаря ЦК КПСС Л. И. Брежнева провожали Вице-президент США Спиро Агню, помощник госсекретаря США Уолтер Стессел, официальные представители Белого дома и государственного департамента.
- 26 июня[14].
  - Прибытие самолета делегации СССР в Париж для встречи с президентом Франции Жоржем Помпиду.

## Итоги встречи
Совместное коммюнике.
1.	Общее состояние отношений между СССР и США.
Встреча в Москве в мае 1972 года и принятые на ней решения привели к существенному сдвигу в деле укрепления отношений мира между СССР и США, создав основу для дальнейшего сотрудничества. Процесс перестройки отношений предусмотренный в «Основах взаимоотношений межу СССР и США» подписанный в Москве 29 мая 1973 года, успешно осуществляется. Итоги встречи в 1972 году важный вклад в укрепление мира и международной безопасности. Ответный визит Генерального секретаря ЦК КПСС Л. И. Брежнева в США продолжение курса на улучшение отношений.
2.	Предотвращение ядерной войны и ограничение стратегических вооружений.
«Соглашение о предотвращении ядерной войны» подписанное 22 июня определяет структуру взаимодействия стран для предотвращения ядерных конфликтов в мире на бессрочный период. Большое внимание при переговорах уделено вопросам ограничения стратегических вооружений подписанные документы в мае 1972 года и «Основные принципы переговоров о дальнейшем ограничении стратегических наступательных вооружений» шаги к намеченной цели всеобщего и полного разоружения в мире. Стороны согласились принять необходимые усилия для содействия в работе комитета по разоружению, заседающего в Женеве.
3.	Международные проблемы. Уменьшение напряженности и укрепление международной безопасности.
Процесс оздоровления мировой обстановки открывает возможности для уменьшения напряженности, урегулирования нерешенных проблем и создание прочного мира.
а) Индокитай.
Стороны остались удовлетворены достигнутыми результатами работы. Парижское мирное соглашение о прекращении войны и восстановление мира во Вьетнаме и международная конференция по Вьетнаму, а также соглашение о восстановлении мира и достижения национального согласия в Лаосе ведут к установлению прочного мира в Индокитае основанного на уважении независимости, суверенитета и территориальной целостности. На переговорах обсудили прекращение военного конфликта в Камбодже.
б) Европа
- Обсуждены вопросы активно продолжающегося процесса разрядки напряженности в Европе. Нормализация отношений в результате подписания договоров и соглашений, в частности между СССР и ФРГ. Четырёхстороннее соглашение по Берлину урегулировало ряд вопросов, касавшихся международного статуса города.
- Перспектива принятия ГДР и ФРГ в ООН.
- Высокая оценка сторон дана усилиям многих стран в проведенных подготовительным работам к открывающемуся 3 июля совещанию по вопросам безопасности и сотрудничества в Европе.
- В планах проведение переговоров о сокращении вооруженных сил и снятие напряженности в Центральной Европе.

в) Ближний Восток.
Ближний Восток обсуждался на протяжении всего Вашингтонского саммита. Обе сверхдержавы осознавали опасность того, что может начаться война. Глубокая озабоченность сторон положением на Ближнем Востоке. Стороны изложили свои позиции по проблеме и обменялись мнениями о путях урегулирования.
4.	Торговые и экономические отношения.
- Достигнут значительный прогресс в деле развития торгово-экономических отношений. Торговля показала существенный рост товарооборота. Рассмотрен вопросы перспектив развития с целью довести общий объем торговли за 3 года до 2-3 млрд долларов. Работа совместной торговой комиссии является ценным механизмом по содействию развитию экономики.
- Соглашение октября 1972 года по вопросам морского судоходства открыло возможности заходов торговых судов в порты СССР и США.
- Протокол по вопросам расширения сотрудничества в области воздушного транспорта предполагает увеличение рейсов между Москвой и Вашингтоном и между Ленинградом и Нью-Йорком.
- Обсудили участие американских компаний в проектах поставки сибирского природного газа в США.
- Заключена конвенция по налогам для исключения двойного налогообложения. Протоколы об открытии торговых представительств и создании совместной торговой палаты.

5.	Дальнейший прогресс в других областях сотрудничества.
Рассмотрены вопросы сотрудничества, претворяющихся в жизнь программ подписанных в Москве соглашениях 1972 года, в областях: охраны окружающей среды, здравоохранения и медицины, исследования космического пространства, другие проблемы науки и техники. В частности, налаживается разработка эффективных средств борьбы с опасными для человека заболеваниями — раковыми, сердечно-сосудистыми, инфекционными и артритами. Подготовка к совместному космическому полету кораблей «Союз — Аполлон».
На базе, предыдущих соглашений, намечены новые области для сотрудничества, с созданием комиссий:
а) Мирное использование атомной энергии.
«Соглашение между СССР и США о научно-техническом сотрудничестве в области мирного использования атомной энергии» обмен технологиями и рассчитано на срок 10 лет.
б) Сельское хозяйство.
«Соглашение в области сельского хозяйства» предусматривает обмен научным опытом сельскохозяйственных исследований и экономикой производства.
в) Исследования Мирового океана.
Учитывая уникальные возможности и большой опыт и интерес океанографического сообщества всех стран в мире, стороны подписанным соглашением расширяют области сотрудничества.
г) Транспорт.
Соглашение о сотрудничестве в области транспорта должно решить накопившиеся проблемы и расширить взаимосвязи двух стран.
д) Контакты, обмены и сотрудничество.
Растущее количество обменов в науке, технике, образовании, культуре и других областях требовало расширения объема деятельности и новое соглашение о контактах, обменах и сотрудничестве, на срок 6 лет, способствовало улучшению состоянию отношений.
Стороны заявили, что переговоры на высшем уровне, ценный вклад в развитие взаимовыгодных отношений СССР и США. Дальнейшие встречи должны быть продолжены.
Генеральный секретарь ЦК КПСС Л. И. Брежнев выразил признательность за оказанное гостеприимство и пригласил президента США Ричарда Никсона посетить СССР в 1974 году.
Главным результатом визита Брежнева в США советское руководство считало заключение соглашения о предотвращении ядерной войны. Оно рассматривало этот документ как действительно серьезное достижение политики разрядки, ибо предотвращение такой войны было на деле генеральным курсом Кремля в отношениях с США в течение всего послевоенного периода. Американская сторона, по моим наблюдениям, не придавала этому соглашению такого фундаментального значения.
После вашингтонского саммита все же остались фактически нерешенными проблемы торгово-экономических отношений между обеими странами, так как эти вопросы, включая предоставление СССР режима наибольшего благоприятствования в торговле, тесно увязывались в конгрессе с решением проблемы свободной эмиграции из СССР.
Визит Брежнева ознаменовал собой успешное развитие того активного политического, дипломатического и межгосударственного сотрудничества, которое началось после первого визита Никсона в Москву в 1972 году. Личные отношения руководителей обеих стран заметно укреплялись.
О визите Брежнева в США снят фильм «Во имя мира на земле».